# Paweł Wójcik (harcmistrz)
Paweł Wójcik (ur. 7 lipca 1916 w Dąbrówce Wielkiej, zm. 18 listopada 1941 w Bytkowie) – podporucznik WP, pracownik umysłowy PKP z Michałkowic, konspirator, członek organizacji Młoda Polska i „Orzeł Biały” ZWZ, działacz harcerski i niepodległościowy, jeden z organizatorów pierwszych grup podziemnych na Górnym Śląsku. Współpracował m.in. z Józefem Skrzekiem, Jerzym Poloczkiem, Anną Rzychort i Józefem Urbańskim. Czynnie działający w walkach, dowódca i obrońca, przyszły ojciec.

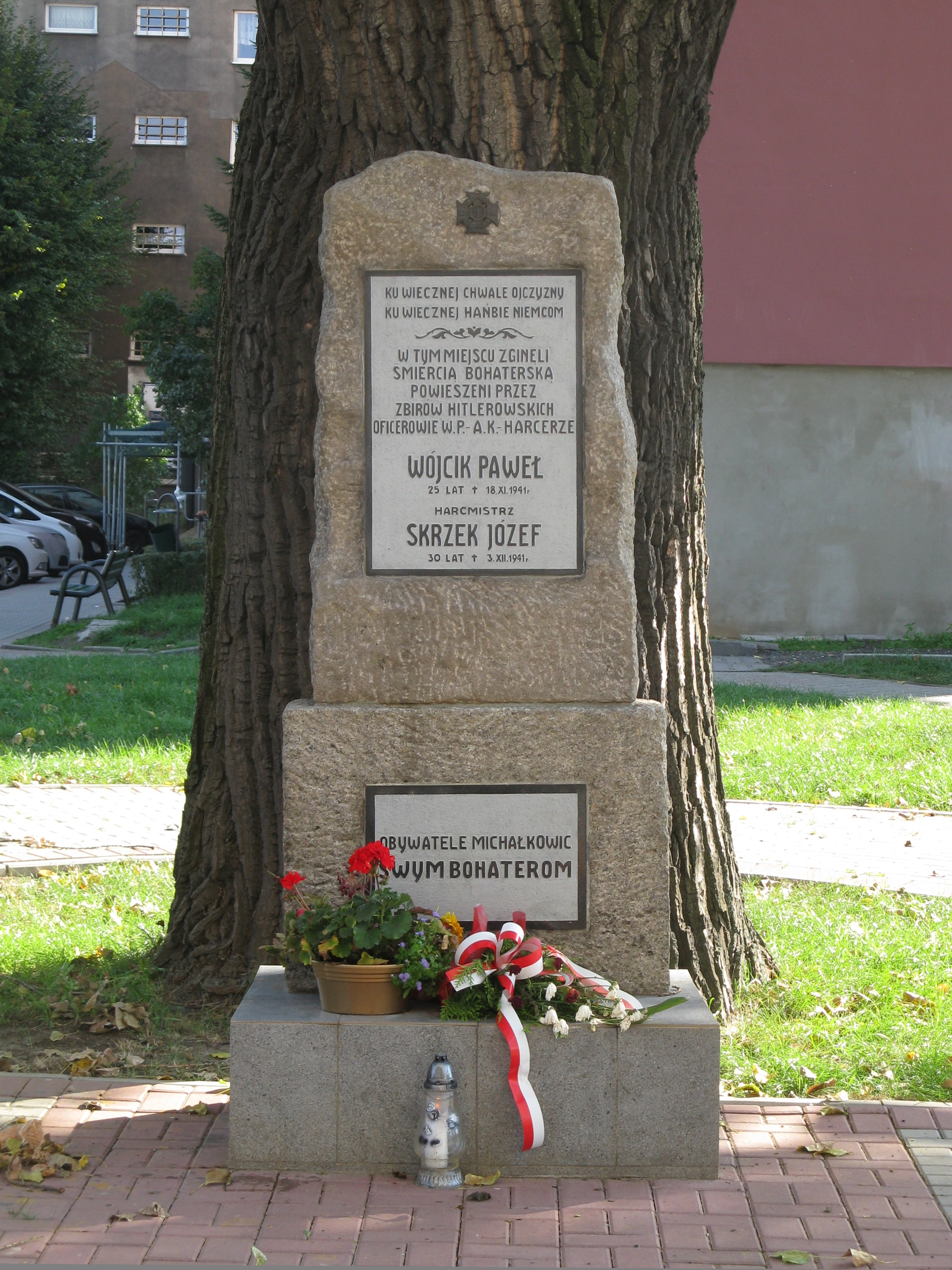
Pomnik upamiętniający śmierć Pawła Wójcika i Józefa Skrzeka na placu Skrzeka i Wójcika w Siemianowicach Śląskich-Bytkowie, pod topolą, na której zostali powieszeni (2018)

Do października 1940 roku mieszkał on w Dąbrówce Wielkiej; do Michałkowic przeniósł się dopiero po ślubie. Paweł Wójcik wchodził w skład komendy, w Tarnowskich Górach (czy chodzi o Komendę Obwodu, czy o dowództwo niższego szczebla, nie wiadomo). W jego mieszkaniu, w Michałkowicach mieściła się skrzynka kontaktowa. 
Do domu Pawła Wójcika i jego żony Marii, w niecały rok po ślubie, 12 października 1941 wtargnęło gestapo, które zrewidowało dom, zabrało Pawła do aresztu w Mysłowicach, a po kilku tygodniach przywiozło z powrotem do rodzinnej wsi. Zmarł w Bytkowie, powieszony na drzewie przez hitlerowców (w wieku lat 25), gdzie usłyszał wyrok: „Za zdradę stanu skazany na śmierć przez publiczne powieszenie”. Harcmistrz Józef Skrzek stracony został w tym samym miejscu, 3 grudnia 1941.